# Dumbrăveni (okręg Vaslui)
Dumbrăveni – wieś w Rumunii, w okręgu Vaslui, w gminie Gârceni. W 2011 roku liczyła 255 mieszkańców.